# Nikolai Michailowitsch Sologubow
Nikolai Michailowitsch Sologubow (russisch Николай Михайлович Сологубов; * 8. März 1924 in Moskau, Russische SFSR; † 30. Dezember 1988 ebenda) war ein sowjetischer Eishockeyspieler.

## Karriere
Während seiner Karriere spielte der Verteidiger bei HK ZSKA Moskau. Insgesamt erzielte er 133 Tore in 350 Spielen in der sowjetischen Liga. So wurde er in das Team der sowjetischen Eishockeynationalmannschaft berufen. Am 7. Januar 1955 stand er in einem Spiel gegen Schweden zum ersten Mal für die Sbornaja auf dem Eis. Seine internationale Karriere wurde mit der Goldmedaille bei den Olympischen Winterspielen 1956 gekrönt. Für die Nationalmannschaft erzielte er 26 Tore in 91 Länderspielen. Am 10. März 1963 bestritt er sein letztes Länderspiel. 1956 wurde er in die „Russische Hockey Hall of Fame“ aufgenommen. 2004 wurde er mit der Aufnahme in die IIHF Hall of Fame geehrt.

## Auszeichnungen
- Medaille „Für heldenmütige Arbeit“
- 2004 Aufnahme in die IIHF Hall of Fame